# Groupe Execom
Execom est un centre d'appel basé à l'Ile Maurice. Créé en 2001, il devient une filiale du groupe CIEL en 2006 et fusionne avec la société ProContact en 2011.